# Kentucky Bank Tennis Championships 2016
Das Kentucky Bank Tennis Championships 2016 war ein Tennisturnier der ITF Women’s Circuit 2016 für Damen und ein Tennisturnier der ATP Challenger Tour 2016 für Herren in Lexington (Kentucky) und fanden zeitgleich vom 24. bis 31. Juli 2016 statt.